# Oonops vestus
Oonops vestus là một loài nhện trong họ Oonopidae.
Loài này thuộc chi Oonops. Oonops vestus được Arthur M. Chickering miêu tả năm 1970.